# مونک (استان اوپوله)
مونک (به لهستانی: Młynek) یک منطقهٔ مسکونی در لهستان است که در گمینا نامسووو واقع شده‌است.